# 庆余年 (第二季)
《庆余年第二季》是2024年播出的中国大陆架空历史古裝劇，为《庆余年第一季》的续集，改编自猫腻同名小说，于2024年5月16日在腾讯视频、中国中央电视台电视剧频道（央视八套）、Disney+、Wetv（騰訊視頻海外版）等平台开播，由王倦編劇，孙皓执导，张若昀、李沁领衔主演，陈道明、吴刚、郭麒麟、田雨、李小冉、宋轶、辛芷蕾、刘端端、付辛博联合主演。

## 电视节目的变迁
| 中国大陆 央视八套 黄金强档 19:30（UTC+8）              | 中国大陆 央视八套 黄金强档 19:30（UTC+8）   | 中国大陆 央视八套 黄金强档 19:30（UTC+8） |
| ------------------------------------------------------ | ------------------------------------------- | ----------------------------------------- |
|                                                        | 庆余年第二季 （2024年5月16日—2024年6月3日） |                                           |
| 庆余年第一季（精编版） （2024年5月12日—2024年5月15日） | 我的阿勒泰 （2024年6月4日—2024年6月7日）    |                                           |

| 马来西亚 八度空间 亚洲精选 星期一至四 21:00 - 22:00 | 马来西亚 八度空间 亚洲精选 星期一至四 21:00 - 22:00 | 马来西亚 八度空间 亚洲精选 星期一至四 21:00 - 22:00 |
| --------------------------------------------------- | --------------------------------------------------- | --------------------------------------------------- |
|                                                     | 庆余年 (第二季) (2024年6月27日—2024年8月28日) 16    |                                                     |
| 风起西州 （2024年4月24日－2024年6月26日）           | 长相思 (第二季) （2024年8月29日－2024年10月3日）    |                                                     |

| 香港 無綫電視翡翠台／ 澳門 TVB Anywhere翡翠台星期一至五 21:30-22:30 | 香港 無綫電視翡翠台／ 澳門 TVB Anywhere翡翠台星期一至五 21:30-22:30 | 香港 無綫電視翡翠台／ 澳門 TVB Anywhere翡翠台星期一至五 21:30-22:30 |
| ------------------------------------------------------------------- | ------------------------------------------------------------------- | ------------------------------------------------------------------- |
|                                                                     | 庆余年2 （2025年4月14日—2025年5月26日）                             |                                                                     |
| 大奉打更人 （2025年2月26日—2025年4月11日）                          | 清明上河圖密碼 （2025年5月27日— 2025年6月23日）                     |                                                                     |

| 新加坡 新传媒8频道 星期一至五 23:00 - 00:00 | 新加坡 新传媒8频道 星期一至五 23:00 - 00:00           | 新加坡 新传媒8频道 星期一至五 23:00 - 00:00 |
| ------------------------------------------- | ----------------------------------------------------- | ------------------------------------------- |
|                                             | 庆余年 (第二季) （2025年5月26日－2025年7月14日） PG13 |                                             |
| 永夜星河 (2025年4月10日—2025年5月23日)      | 大理寺少卿游 （2025年7月15日—2025年9月2日）           |                                             |

| 臺灣 愛爾達綜合台 星期一至五 19:00 - 21:00（兩集連播） | 臺灣 愛爾達綜合台 星期一至五 19:00 - 21:00（兩集連播） | 臺灣 愛爾達綜合台 星期一至五 19:00 - 21:00（兩集連播） |
| ------------------------------------------------------ | ------------------------------------------------------ | ------------------------------------------------------ |
|                                                        | 慶餘年第二季 （2025年7月23日—2025年8月15日）           |                                                        |
| 似錦 （2025年5月23日—2025年6月19日）                   | 雁回時 （2025年8月18日—）                              |                                                        |

## 播出
中国中央电视台电视剧频道（央视八套）与腾讯视频于2024年5月16日同步开播，Disney+（限港台地区）与Viu也自同日起跟播。

## 劇情簡介
故事接第一季，原來范閑早已料到不會安全回京，提前在腰中安裝好機關，由言冰雲刺進後假裝倒地而死，並焚燒屍體讓謝必安將骨灰帶回稟報二皇子；范閑為保費介、范思轍及滕子荊妻女，與王啟年一同偷偷返回京城，住在由王啟年接手的宅子內。另一方面，范閑死訊傳回京城，二皇子斷定范閑沒死，便將消息廣而告知於天下，同時佈下天羅地網企圖以欺君之罪將范閑拿下，二人的矛盾就此激發。范閑所面對的抱月樓迷局，以及接踵而至的春闈危機，都是二皇子精心佈下的陷阱。范閑與林婉兒如願大婚，緊接着，范閑接手內庫，卻發現內庫負債累累。范閑拒絕了慶余堂大掌櫃的相助，決定靠自己的力量解決內庫危機，范閑相約城中眾商賈相聚蒼山， 以售賣庫債為機筹集了兩千多萬銀兩，解決了內庫空虛問題。悬空寺上，庆帝遭遇三連刺殺，范閑出手相救卻導致武功全廢。危機四伏，壓力陡增，范閑別無選擇，他必須以這樣的身體下江南，挑戰龐大的勢力與既定的遊戲規則，以求徹底奪回內庫。

## 演员列表
| 演員   | 角色        | 介紹 | 香港配音 |
| 張若昀 | 范閑        | 南慶鑒察院提司（副院長），於第一季作為使者帶司理理與肖恩去北齊換俘，順帶調查北齊內部朝政狀況，在回南慶中途中了二皇子的圈套，幸得被言冰雲假刺殺而獲救。第二季假死回歸，一場神仙局即將開始，先是對二皇子巧設連環計，後將自己置於死地而後生，以致二皇子最終被逼入困境。在第三季開始接手鑒察院，且影子幫助自己真氣可穩定放出，使自己的武功實力到達差不多四大宗師。 | 李致林   |
| 李沁   | 林婉兒      | 長公主與林相的女兒，與范閑有婚約。第二季與范閑完婚，卻因五竹殺自己二哥林珙這事與范閑結下心結。 | 成瑤孆   |
| 陳道明 | 慶帝/李雲潛 | 南慶皇帝，范閑的親生父親。武功程度成謎，四大宗師之首。在第三季結局同范閑在神廟對決，最後被范閑、范若若、五竹同其餘三大宗師所殺。 | 招世亮   |
| 吳剛   | 陳萍萍      | 南慶鑒察院院長，帶有私兵黑騎，於第一季配合慶帝設計范閑來到京都。於第二季開頭接到范閑的死訊時驚愕到摔下輪椅，後知道范閑是假死脫身時與范建聯合做實死訊，協助范閑對京都進行調查，並發誓若范閑身死，他會拉所有得罪過范閑的人下去陪葬。 | 翟耀輝   |
| 田雨   | 王啟年      | 范閒的親信，鑒查院一處文書。把妻女看得比自己的命還重要。武功平平，不過輕功極為熟練。第二季與范閑巧設連環計，將二皇子步步逼入困境。 | 陳卓智   |
| 李小冉 | 李雲睿      | 南慶長公主，慶帝無血緣關係之妹，林婉兒生母，於第一季中被慶帝貶離京都回到信陽封地。於第二季婉兒大婚時抗旨潛回京都，原本想趁此親自殺范閑，結果被皇后搶先，因而回信陽另與明家安排殺手在江南截殺范閑。在第三季結局被慶帝所殺。 | 曾秀清   |
| 俞飛鴻 | 南慶皇后    | 太子之母，性子衝，導致她雖有許多利益謀劃，卻都無法實踐。 | 沈小蘭   |
| 袁泉   | 葉教授      | 張慶的大學教授，向張慶詢問范閑到底死了沒。 |          |
| 毛曉彤 | 北齊大公主  | 北齊皇帝戰豆豆的親姊，被安排政治聯姻南慶大皇子，自小未出過北齊皇宮，個性單純，膽小怕鬼，是幫范閑假死復活回京的關鍵。裝扮與克麗奧佩脫拉七世十分相似。在第三季結局同大皇子成親。 | 黃昕瑜   |
| 郭麒麟 | 范思轍      | 范閑名義上的弟弟，事實上並無血緣關係。極具商賈天賦，連范閑都自嘆不如，於第二季時因其名義上經營的抱月樓出事而被迫出逃北齊，順便幫范閑帶話給郭保坤，受范閑庫債觀念的啟發，決定前往北齊管理內庫及與北齊的走私生意。 | 李安邦   |
| 宋軼   | 范若若      | 南慶的才女，范閑名義上的妹妹，事實上並無血緣關係。極富醫學天賦，在范閒指導下學習醫術。受五竹所託，為保護范閑，開始學習使用巴雷特M82狙擊步槍，後被北齊大宗師苦荷收為關門弟子。在第三季結局與三皇子成親並成為慶國皇后。 | 凌晞     |
| 辛芷蕾 | 海棠朵朵    | 苦荷的關門弟子（但據她所說關的只有廚房的門），九品上高手，北齊聖女，暗戀范閑。暗中為太后黨人，實則為皇帝黨人。應范閑所求，保護范思轍抵達北齊，遇范無救刺殺范思轍時，出手擊倒范無救。 | 鄭麗麗   |
| 寧理   | 明青達      | 南慶大族明家的家主。 | 雷霆     |
| 劉端端 | 李承澤      | 淑貴妃之子，南慶二皇子，心計深沉，喜歡刺激，原只想安穩自在地活著，卻被慶帝培養成太子的磨刀石。於第二季時暗中經營抱月樓，因此指使和自己關係匪淺的袁夢強買強賣，逼良為娼，手段極其殘忍，留下諸多違法犯罪證據，後被范閑巧設連環計，利用范無救之死成功反擊，因而陷入困境。第三季被慶帝所殺。                                                                       | 李凱傑   |
| 張昊唯 | 李承乾      | 皇后之子，南慶太子，常表面裝傻，實則善隱忍，心計深沉善隱忍是實際上最像慶帝的皇子。於第二季開頭被范閑找來合作調查二皇子與長公主走私一案，兩人成為暫時聯盟。視人命如草芥，對誰不滿將其逼入死局，史家鎮大火實際的主使，想藉此逼死二皇子。第三季被慶帝發現準備謀反，被慶帝派兵所殺。                                                                               | 李鎮然   |
| 付辛博 | 李承儒      | 寧才人之子，南慶大皇子，受父母影響會武而手握軍權，因此長期鎮守邊境。與北齊大公主聯姻，對北齊大公主的單純頗具好感。入京後認同范閑重情重義，因而與范閑交好。在第三季結局同北齊大公主成親。 | 黃啟昌   |
| 高曙光 | 范建        | 范閑養父，户部尚書，帶有私兵虎衛。於第二季開頭接到范閑的死訊時驚愕到要親自率兵截殺，後知道範閑是假死脫身時與陳萍萍聯合做實死訊，協助范閑對京都進行調查。 | 潘文柏   |
| 趙柯   | 柳如玉      | 范閑養母，范思轍之母，於第一季范閑為范思轍向父親討公道後將他視如己出。 | 陸惠玲   |
| 于洋   | 林若甫      | 林婉兒父親、范閑的岳父，受袁宏道陷害，因歷年春闈舞弊牽扯之命案，主動向慶帝辭相告老還鄉，讓慶帝實現廢相的目標。 | 蘇強文   |
| 李強   | 言若海      | 南慶鑒查院四處主辦、言冰雲養父、沈小姐的公公。 | 招世亮   |
| 劉樺   | 費介        | 范閑師父，鑒察院三處主辦，善使毒，待范閑如師如父，於范閑大婚時回京。 | 葉振聲   |
| 佟夢實 | 五竹        | 守護范閑的叔叔，其實力達到四大宗師水準，在北齊與四大宗師之一的苦荷交手，於范閑大婚時自江南回京。委託范若若學習使用巴雷特M82狙擊步槍，以保護范閑。後來殺掉了神廟使者，但自己也身受重傷。在第三季結局聯同范閑，范若若，其餘三大宗師殺死慶帝。 | 李鎮然   |
| 郭子凡 | 李承平      | 宜貴嬪之子，南慶三皇子，范閑名義上的表弟，心思單純，愛跑抱月樓，被母妃提點要想安穩活著，未來就需要依靠范閑，因而拜他為師。喜歡賺錢，覺得賺越多錢就越能讓母妃長面子。第三季同范若若成親，最後繼承慶國皇位。 | 陳灝瑋   |
| 金晨   | 葉靈兒      | 京都守備葉重之女、林婉兒的朋友，被慶帝下旨賜婚二皇子。 | 劉惠雲   |
| 王楚然 | 桑文        | 南慶的才女，因受不平之冤，被迫加入抱月樓。仰慕范閑，在見到范閑後求他將自己贖出去。與王啟年熟識，受范閑之託，成為鑒察院安插在抱月樓的暗線，希望能以此查出樓中強買強賣，逼良為娼的主使與大東家到底是誰。 | 詹健兒   |
| 高露   | 王夫人      | 王啟年的夫人，前鑒察院緹綺，生氣時猶如鬼見愁。曾擺攤賣過化妝用品，因而與不少青樓雅妓熟識，卻也因此被陳萍萍找進鑒察院，與任職一處文書的王啟年相戀並結婚後離職。第二季開頭差點也被二皇子派人將其與女兒綁走，所幸陳萍萍及時出手相助才未成功。 | 魏惠娥   |
| 李珞桉 | 王霸        | 王啟年的女兒，個性與父親十分相像，也一樣相當害怕母親。 | 黃昕瑜   |
| 王曉晨 | 袁夢        | 南慶京都的雅妓，司理理到京都前是抱月樓紅牌，司理理被逮後被收入靖王世子帳下，後成為抱月樓主事，與二皇子關係匪淺，在他要陷害范閑時出手打死金姑娘，出逃後反而讓范閑找到機會設計他，最終害他陷入困獸之鬥。會武功，手中握有不少人命（葉教授片尾提到）。 | 張頌欣   |
| 隋俊波 | 宜貴嬪      | 三皇子的生母，范閑名義上的阿姨，范思轍母親柳如玉的親妹妹。 | 林元春   |
| 歸亞蕾 | 明老太君    | 明青達之母，明家實際掌權人。 | 雷碧娜   |
| 余皑磊 | 鄧子越      | 原一處主簿，過去熱血慷慨被現實打擊磨練，成老油條後因范閑的幫助重新找回過去的自己，范閑的親信。 | 葉振聲   |
| 畢彥君 | 賴名成      | 南慶都察院左都御史，三品大員，性格剛直、不知變通、剛愎自用，加入太子黨觸碰了慶帝逆鱗，遭下令當廷杖斃，其的死導致都察院與鑒察院勢不兩立。 | 陳永信   |
| 羅二羊 | 袁宏道      | 林若甫的好友，陷害林若甫後，離京逃至信陽，實際為長公主安排在林若甫身邊的耳目。 | 陳永信   |
| 吳幸鍵 | 言冰雲      | 第一季出任間諜潛伏於北齊，被長公主出賣遭錦衣衛逮捕後被范閑和沈小姐所救，於范閑回京途中刺了他一刀，實則幫助他假死，後自養父言若海手中慢慢開始接手鑒察院四處。在第三季結局同沈小姐成親。 | 曹啟謙   |
| 宣言   | 賀宗緯      | 南慶的才子，為求仕途四處逢迎拍馬，未參加本屆春闈，但在協助慶帝完成春闈舞弊之案後，被拔擢入都察院任御史。 | 關令翹   |
| 王慶祥 | 葉流雲      | 南慶四大宗師之一，悟出絕技流雲散手後進入四大宗師之境，君山會成員，實力與五竹不相伯仲。 | 陳永信   |
| 徐志勝 | 徐書史      | 南慶御書院書史。 | 關令翹   |
| 崔志剛 | 侯公公      | 總管事公公，與范閑交情甚篤。 | 黃子敬   |
| 傅迦   | 辛其物      | 鴻臚寺少卿，太子黨人，個性相當活潑與放蕩不羈。 | 雷霆     |
| 姚安濂 | 大掌櫃      | 葉輕眉在世時已當她的掌櫃，對她忠心耿耿，並曾經獲得她贈與由她親自所作的詩句。 | 陳永信   |
| 秦焰   | 戴公公      | 撿蔬司最高主管，壓榨菜農中飽私囊，收取錢財，導致老金頭女兒為了還債迫入抱月樓，間接導致老金頭被殺，於是范閑與之結仇，最終遭慶帝下令處死。 | 葉振聲   |
| 沈曉海 | 葉重        | 葉靈兒的父親。 | 蘇強文   |
| 王同輝 | 郭錚        | 禮部尚書，二皇子黨人，於春闈之際，意圖陷害范閑。 | 潘文柏   |
| 馮兵   | 范無救      | 二皇子手下的刀客，喜愛讀書，有志參與春闈，最終為了保密自刎。 | 關令翹   |
| 常鲁峰 | 郭攸之      | 禮部尚書，第一季因與長公主勾結而入獄，感念范閑不計前嫌留其父子性命，協助范閑免受新任禮部尚書郭錚的陷害，幫助范閑順利主持春闈。 | 雷霆     |
| 王建國 | 老金頭      | 進入抱月樓探望女兒金姑娘，後得知得拿一萬兩銀子才能幫她贖身，隨即當街被殺，但這對父女的死卻成為了范閑扳倒二皇子的關鍵轉機。 | 陳永信   |
| 劉宇橋 | 影子        | 鑒察院六處主辦，九品上高手，臉戴黑色面具，神祕莫測，效忠陳萍萍，渴望與五竹交手。實力可以同洪四庠匹敵，另一身份為四顧劍的弟弟。最終在范閑遭明家殺手截殺時與王啟年一起將他救走，並攻擊他使真氣可穩定放出（葉教授片尾提到）。 | 關令翹   |
| 馮恩鶴 | 秦業        | 南慶的九品上高手，慶國武將之首的老將軍，太子黨人。 | 黃子敬   |
| 趙振廷 | 謝必安      | 二皇子親信，實力為八品高手，以“快劍”著稱。 | 黃啟昌   |
| 董可飛 | 林大寶      | 林若甫長子。 | 黃啟昌   |
| 李俊賢 | 高達        | 虎衛統領，實力為八品巔峰高手（九品以下無敵手），後成為范閑親信。 | 梁偉德   |
| 崔鵬   | 宮典        | 大內侍衛副統領，八品高手，曾投效太子，現為二皇子於宮中的暗線，被逮後遭貶。 | 雷霆     |
| 賈景暉 | 郭保坤      | 原為宮中編撰，於第一季因父親入獄而追殺范閑，卻因未果反被帶到北齊被迫與范閑合作。 | 鍾見麟   |
| 王天辰 | 李弘成      | 南慶靖王世子，與南慶京都雅妓袁夢關係匪淺，對范若若有好感，因此在范閑大婚時求他去請慶帝賜婚，卻得到北齊大宗師苦荷要收她當關門弟子的消息。 | 陳灝瑋   |
| 代文雯 | 沈小姐      | 北齊權臣沈重的親妹妹，於第一季結尾被范閑帶回南慶，後與言冰雲同居於一個屋簷下。於第三季結局與言冰雲成親，並成為鑒察院緹綺。 | 魏惠娥   |
| 王成陽 | 洪竹        | 宮內太監，穎州人，全家被穎州知州害死。隨後知州在范閑交給都察院的貪官名單有其名字而被處死，所以視范閑為恩人，並作為其心腹。 | 曹啟謙   |
| 張弛   | 荊戈        | 鑒察院五處黑騎副統領，范閑的狂熱粉絲。 | 梁偉德   |
| 左凌峰 | 史闡立      | 范閑的四大門生之一，因參加春闈離鄉進京而成了史家鎮大火唯一的倖存者，春闈落榜後現投身於范府中。 | 梁偉德   |
| 劉同   | 楊萬里      | 范閑的四大門生之一，參加春闈期間多次遭陷害，幸得到范閑協助，最終上榜入仕。 | 曹啟謙   |
| 張維伊 | 侯季常      | 范閑的四大門生之一，參加春闈，與楊萬里、成佳林一同上榜入仕。 | 關令翹   |
| 東靖川 | 冷師兄      | 鑒察院三處副主辦，擅長發明藥物與防身器具，但常因製藥失敗讓自己得躺一天以上。 | 梁偉德   |
| 楊彤   | 秦恒        | 秦業的兒子。 | 關令翹   |
| 孫亦沐 | 狼桃        | 九品上高手，海棠朵朵師兄，實力比聖女高一籌。暗中為太后黨人，實則為皇帝黨人。 | 關令翹   |
| 于小鳴 | 雲之瀾      | 九品上高手，東夷城劍客，於第一季看出范閑實力不同凡響。 | 梁偉德   |

## 电视剧歌曲
| 曲序 | 曲目               |      | 作曲   | 演唱                         |
| ---- | ------------------ | ---- | ------ | ---------------------------- |
| 1.   | 有生之年（主題曲） | 李健 | 李健   | 李健                         |
| 2.   | 借過一下（片尾曲） | 唐恬 | 周以力 | 周深                         |
| 3.   | 哎呀（推廣曲）     | 梁龍 | 梁龍   | 梁龙、刘端端、张昊唯、郭子凡 |

#### 香港
| 曲序 | 曲目                     |      | 作曲   | 演唱   |
| ---- | ------------------------ | ---- | ------ | ------ |
| 1.   | 穿越者（片頭曲、片尾曲） | 楊熙 | 劉易昇 | 譚輝智 |

## 收視率
| 中国大陆 央视八套 首播收视率 （中国视听大数据） |      |                             |        |          |      |        |
| 集數                                            | 週數 | 播出日期                    | 收视率 | 收视份额 | 排名 | 備註   |
| 1-4                                             | 1    | 2024年5月11日—2024年5月17日 | 1.345% | 5.480%   | 3    | [ 8 ]  |
| 5-16                                            | 2    | 2024年5月18日—2024年5月24日 | 1.443% | 5.848%   | 2    | [ 9 ]  |
| 17-30                                           | 3    | 2024年5月25日—2024年5月31日 | 1.566% | 6.263%   | 2    | [ 10 ] |
| 31-36                                           | 4    | 2024年6月1日—2024年6月7日   | 1.643% | 6.398%   | 2    | [ 11 ] |

1. 数据由国家广播电视总局提供。
2. 以上收视排名包括央视在内。

## 外部連結
- 《庆余年官微》的新浪微博
- 豆瓣电影上《慶餘年第二季》的資料 （简体中文）
- 在Disney+上觀看《庆余年》
- 《慶餘年2 (雙語版)》myTV SUPER線上看 （页面存档备份，存于）